# Ksenia Sitnik
Ksenia Michajlovna Sitnik (Russisch: Ксения Михайловна Ситник, Wit-Russisch: Ксенія Міхайлаўна Сітнік) (Mazyr, 15 mei 1995) is een Wit-Russische zangeres.

## Biografie
Sitnik groeide op in zowel Mazyr als Minsk. In 2005 nam ze deel aan het Junior Eurovisiesongfestival in Hasselt. Ze won met het Russischtalige My vmeste en werd zo de eerste winnaar voor Wit-Rusland op het Junior Eurovisiesongfestival. Ook was ze tijdens het Junior Eurovisiesongfestival 2006 als gast aanwezig. Door de jaren heen won Sitnik meerdere festivals, waaronder festivals in Rusland en Polen. 
Sitnik werd in 2010 ambassadeur van Unicef, waarvoor ze onder andere tijdens het Junior Eurovisiesongfestival 2010, wat in Minsk gehouden een spotje maakte. Samen met winnaar Aleksej Zjigalkovitsj opende ze ook het festival.
Sitnik presenteerde in 2012 en 2013 de Wit-Russische nationale finale van het Junior Eurovisiesongfestival. 
Vanaf 2013 studeert Sitnik journalistiek aan de Universiteit van Praag. 
2003: Dino Jelušić · 
2004: María Isabel · 
2005: Ksenia Sitnik · 
2006: The Tolmachevy Twins · 
2007: Aleksej Zjigalkovitsj · 
2008: Bzikebi · 
2009: Ralf Mackenbach · 
2010: Vladimir Arzumanian · 
2011: Candy · 
2012: Anastasija Petryk · 
2013: Gaia Cauchi · 
2014: Vincenzo Cantiello · 
2015: Destiny Chukunyere · 
2016: Mariam Mamadasjvili · 
2017: Polina Bogoesevitsj · 
2018: Roksana Węgiel · 
2019: Wiktoria Gabor · 
2020: Valentina · 
2021: Maléna · 
2022: Lissandro · 
2023: Zoé Clauzure
2003: Volja Satsoek ·
2004: Jahor Vautsjoek ·
2005: Ksenia Sitnik ·
2006: Andrej Koenets ·
2007: Aleksej Zjigalkovitsj ·
2008: Dasja, Alina & Karina ·
2009: Joeri Demodovitsj ·
2010: Danil Kozlov ·
2011: Lidia Zablotskaja ·
2012: Egor Zjesjko ·
2013: Ilja Volkov ·
2014: Nadezjda Misjakova · 
2015: Roeslan Aslanov · 
2016: Aleksander Minjonok · 
2017: Helena Meraai · 
2018: Daniel Jastremisky · 
2019: Elizaveta Misnikova · 
2020: Arina Pechtereva